# Пуллулан
Пуллулан — пищевая добавка E1204, полисахарид, полимер мальтотриозы, α—глюкан.
Пуллулан получают биосинтезом в культуре гриба Aureobasidium pullulans, он применяется в косметических продуктах и в медицине.
Пуллулан съедобен, не имеет вкуса.

## Химическая структура
Молекула пуллулана представляет собой линейную цепочку последовательно соединённых гликозидной связью α-1,6 мальтотриозных остатков, которые представляют собой три соединённые α-1,4 связью глюкозных остатка. 

## Химические свойства
Пуллулан — нейтральное вещество.

## Физические свойства
Пуллулан хорошо растворяется в воде. Водный раствор пуллулана является проводником.

## Биологические и биомедицинские свойства
Пуллулан — биоразлагаемый материал. Он нейтрален и нетоксичен, обладает свойством гипоалергенности (неиммуногенен), совместим с кровью и неканцерогенен.

## Получение
Пуллулан получают из крахмала посредством гриба Aureobasidium pullulans, выделенного из морской среды.

## Применение
Пуллулан используется в косметологии в качестве реологического модификатора наряду с другими структурными полимерами: поливинилалкоголем, полиакрилатом, поливинилпирролидоном, полиоксиэтиленом, крахмалом, эфирами целлюлозы.
Основным коммерческим применением пуллулана является производство съедобных плёнок, которые используют в различных освежителях дыхания или продуктах для гигиены ротовой полости.
Пуллулан широко используется в медицине, например, при трангенезе, для заживления ран, регенерации тканей (мышц, костей, кожи, мочевого пузыря).
Свойство пуллулана повышать проводимость раствора позволяет использовать его в биополимерных композициях для разрабатываемых полимерных аккумуляторных батарей, фотоэлелементов и электронных датчиков.